# Sulislav
Sulislav település Csehországban, Tachovi járásban. Sulislav Vranov, Sytno, Stříbro, Kbelany, Hněvnice és Pňovany településekkel határos. Lakosainak száma 221 fő (2024. január 1.).

## Népesség
A település lakosságának változását az alábbi diagram mutatja:
| Lakosok száma | 324  | 301  | 282  | 225  | 206  | 215  | 205  | 235  | 214  | 221  |
|               | 1869 | 1900 | 1921 | 1961 | 1980 | 2011 | 2016 | 2019 | 2021 | 2024 |